# Московский женский медицинский институт
Московский женский медицинский институт профессора П. Г. Статкевича и доктора А. Б. Изачика (1909—1917) — частное женское медицинское высшее учебное заведение Российской империи.

## История
Московский женский медицинский институт профессора П. Г. Статкевича и доктора А. Б. Изачика размещался в специально построенном здании по адресу Кудринская улица, дом 8, на участке, принадлежавшем П. Г. Статкевичу и А. Б. Изачику, по заказу которых было построено здание. Директором института являлся П. Г. Статкевич. Институт считался одним из факультетов Московского университета, хотя и был платным. Институт помимо высшего медицинского образования предоставлял возможность получения среднего медицинского образования в одном из средних учебных заведений, принадлежавших институту по трём направлениям:
- зубоврачебная школа,
- фельдшерско-акушерская школа,
- школа массажа и врачебной гимнастики.

Институт был открыт осенью 1909 года на основании устава, утверждённого Министром народного просвещения. Согласно уставу, институт имел целью предоставить женщинам возможность пройти полный курс медицинских наук в объёме программ Петроградского женского медицинского института, но ни учащим, ни учащимся не предоставляет никаких прав. В слушательницы института принимаются лица, обладающие образовательным цензом, требуемым для поступления в Петроградский женский медицинский институт, но с тем, что дополнительные испытания, требуемые для поступления в Петроградский институт, могут быть сданы слушательницами Московского института в течение первых двух лет пребывания в институте. Не сдавшие дополнительных испытаний в течение этого срока не могут быть переведены на третий курс. Учебный курс в институте продолжался 5 лет. Содержался институт, главным образом, за счёт платы, взимаемой с учащихся в размере 200 руб. в год (100 руб. за полугодие). В институт переводились на 2-й, 3-й, 4-й и 5-й курсы слушательницы из других равным по планам и программам высших учебных медицинских заведений. В 1911—1912 учебном году в институте насчитывалось 753 слушательницы.
В июне 1915 года Статкевич обратился в Московский воспитательный дом с предложением о сотрудничестве: «Памятуя историческое прошлое Императорского Московского воспитательного дома, который среди своих прямых целей и задач призрения и воспитания детей всегда способствовал медицинскому образованию и практической подготовке врачей, продолжавших часто потом работать на пользу учреждений Дома, Московский женский медицинский институт, в заботах о расширении и упрочении клинического преподавания слушательницам института, имеет честь ходатайствовать перед Вашим Сиятельством о разрешении слушательницам Московского женского медицинского института принимать участие в клинических занятиях и кураторстве больных, находящихся в ведении Вашего Дома, под наблюдением и указанием главного врача, при непосредственном участии врачебного персонала Дома и под руководством представителей кафедр Института».
В октябре 1916 года Правление Дома дало разрешение «предоставить в виде опыта Женскому медицинскому институту для клинического преподавания одно грудное отделение на текущий учебный год». В ноябре того же года решением педагогического совета женского мединститута постановили вести в одном из грудных отделений клиническое преподавание курса «болезни грудного возраста» при кафедре детских болезней.
После февральской революции 1917 года Статкевич ликвидировал институт из-за сложностей послереволюционного времени.
С 1918 года в здании разместилось общежитие работниц Трёхгорной мануфактуры, впоследствии оно использовалось как жилой дом.
К середине 1970-х годов здание было снесено из-за строительства станции метро «Баррикадная». В результате выборки грунта здание дало трещину, и возникла угроза обрушения. На месте здания по состоянию на 2025 год находится пустое пространство.